# 基斯利 (里普基區)
51°45′54″N 30°53′43″E / 51.76500°N 30.89528°E
基斯利（烏克蘭語：Кислі），是烏克蘭北部的村莊，隸屬切爾尼希夫州的切爾尼希夫區。該村始建於1876年，面積0.72平方公里，海拔高度152米，2001年人口124，人口密度每平方公里172.2人。